# Filospermoidea
Filospermoidea es un orden dentro del filo Gnathostomulida. Los filospermoides son generalmente más largos que los gnathostomulidos del orden Bursovaginoidea y tienen un rostrum alargado. Viven en América del Norte, frente a las costas del sur de los Estados Unidos y el Caribe, principalmente en el Golfo de México, así como también en el sureste de Dinamarca. El orden contiene alrededor de 29 especies en 2 familias y 3 géneros.

## Taxonomía
Contiene las siguientes familias, géneros y especies:
- Familia Haplognathiidae
  - Género Haplognathia
    - Haplognathia asymmetrica
    - Haplognathia belizensis
    - Haplognathia filum
    - Haplognathia gubbarnorum
    - Haplognathia lunulifera
    - Haplognathia rosea
    - Haplognathia ruberrima
    - Haplognathia rubromaculata
    - Haplognathia rufa
    - Haplognathia simplex
- Familia Pterognathiidae
  - Género Cosmognathia
    - Cosmognathia aquila
    - Cosmognathia arcus
    - Cosmognathia bastillae
    - Cosmognathia manubrium

  - Género Pterognathia
    - Pterognathia alcicornis
    - Pterognathia atrox
    - Pterognathia crocodilus
    - Pterognathia ctenifera
    - Pterognathia hawaiiensis
    - Pterognathia grandis
    - Pterognathia meixneri
    - Pterognathia portobello
    - Pterognathia pygmaea
    - Pterognathia sica
    - Pterognathia sorex
    - Pterognathia swedmarki
    - Pterognathia tuatara
    - Pterognathia ugera
    - Pterognathia vilii